# Asplundia parviflora
Asplundia parviflora är en enhjärtbladig växtart som beskrevs av Gunnar Wilhelm Harling. Asplundia parviflora ingår i släktet Asplundia och familjen Cyclanthaceae. Inga underarter finns listade.